# Karel Johannes van Erpecum

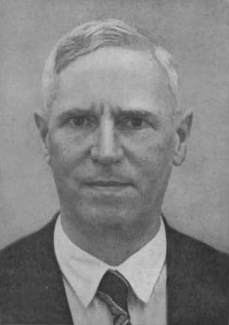
Mr. K.J. van Erpecum

Karel Johannes van Erpecum (Schiedam, 30 april 1881 – Paramaribo, 21 november 1963)  was een Nederlands jurist en politicus.
Zijn vader was directeur van een verzekeringsmaatschappij en gemeenteraadslid in Schiedam. Zelf ging hij rechten studeren aan de Rijksuniversiteit Leiden waar hij in 1904 is afgestudeerd. Daarna ging hij werken als rechterlijk ambtenaar; zo was hij substituut-griffier bij het kantongerecht in Den Haag voor hij in 1919 benoemd werd tot griffier bij het kantongerecht in Dordrecht. In 1921 vertrok hij naar Suriname waar hij tijdelijk belast werd met de waarneming van het ambt van advocaat-generaal bij het Hof van Justitie aldaar. Een jaar later werd hij daar benoemd als lid en vanaf 1924 was hij daarnaast 5 jaar lid van de Koloniale Staten. In 1932 kwam hij terug in het parlement maar bij de verkiezingen van 1934 had hij zich niet herkiesbaar gesteld. Begin 1935 stapte het Statenlid J.C. Brons op waarna Van Erpecum bij enkele kandidaatstelling werd gekozen en hij Brons ook als voorzitter opvolgde. Nadat in 1937 dat parlement werd omgezet in de Staten van Suriname bleef hij de voorzitter. Bij de verkiezingen van begin 1942 was hij geen kandidaat meer waarmee in april 1942 ook zijn voorzitterschap van de Staten ten einde kwam. In 1943 werd Erpecum president van het Hof van Justitie waar hij tot 1947 zou blijven. Daarna was hij van 1950 tot 1951 plaatsvervangend lid, en van 1951 tot 1952 waarnemend president van dat hof. Van 1951 tot 1963 was hij voorzitter van de stichting Surinaams Arbitrage Instituut. Hij overleed eind 1963 op 82-jarige leeftijd.
Erpecum was ridder in de Orde van de Nederlandse Leeuw en officier in de Orde van Oranje-Nassau. 

## Persoonlijk
Van Erpecum was lid van de familie Van Erpecum en een zoon van Karel Johannes van Erpecum (1835-1912) en Maria Christina Constantia Johanna van den Bergh (1856-1943). Hij trouwde in 1923 in Paramaribo met Johanna Catharina van Rossem (1893-1974) met wie hij een zoon kreeg: prof. dr. Carel Pancras van Erpecum (1925-1994).